# Cyrtopodion brachykolon
Cyrtopodion brachykolon är en ödleart som beskrevs av  Kenneth L. Krysko REHMAN och AUFFENBERG 2007. Cyrtopodion brachykolon ingår i släktet Cyrtopodion och familjen geckoödlor. Inga underarter finns listade i Catalogue of Life.